# Piqué (orfèvrerie)
Pour les articles homonymes, voir Piqué (homonymie).

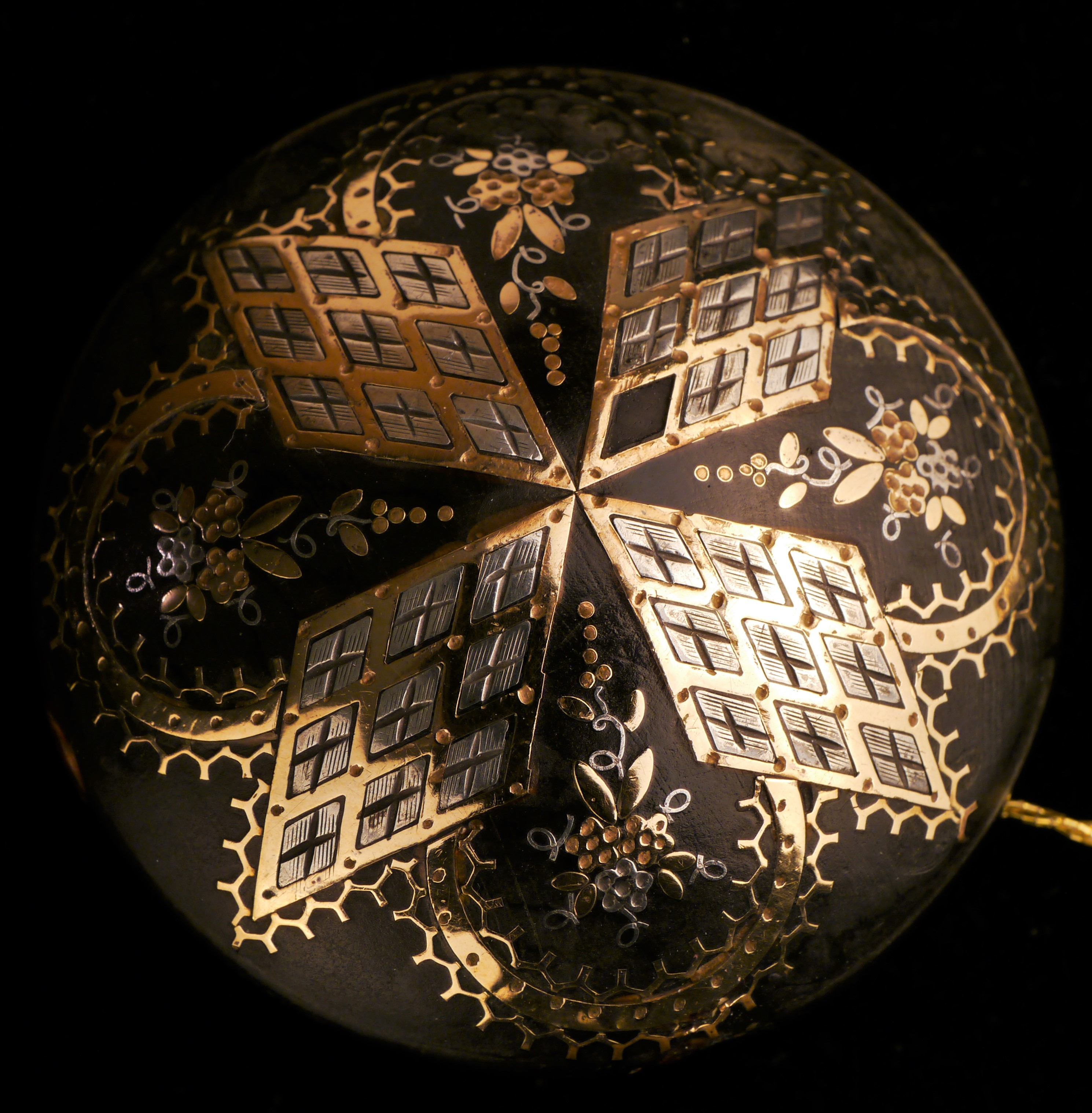
Broche victorienne en piqué sur écaille de tortue.

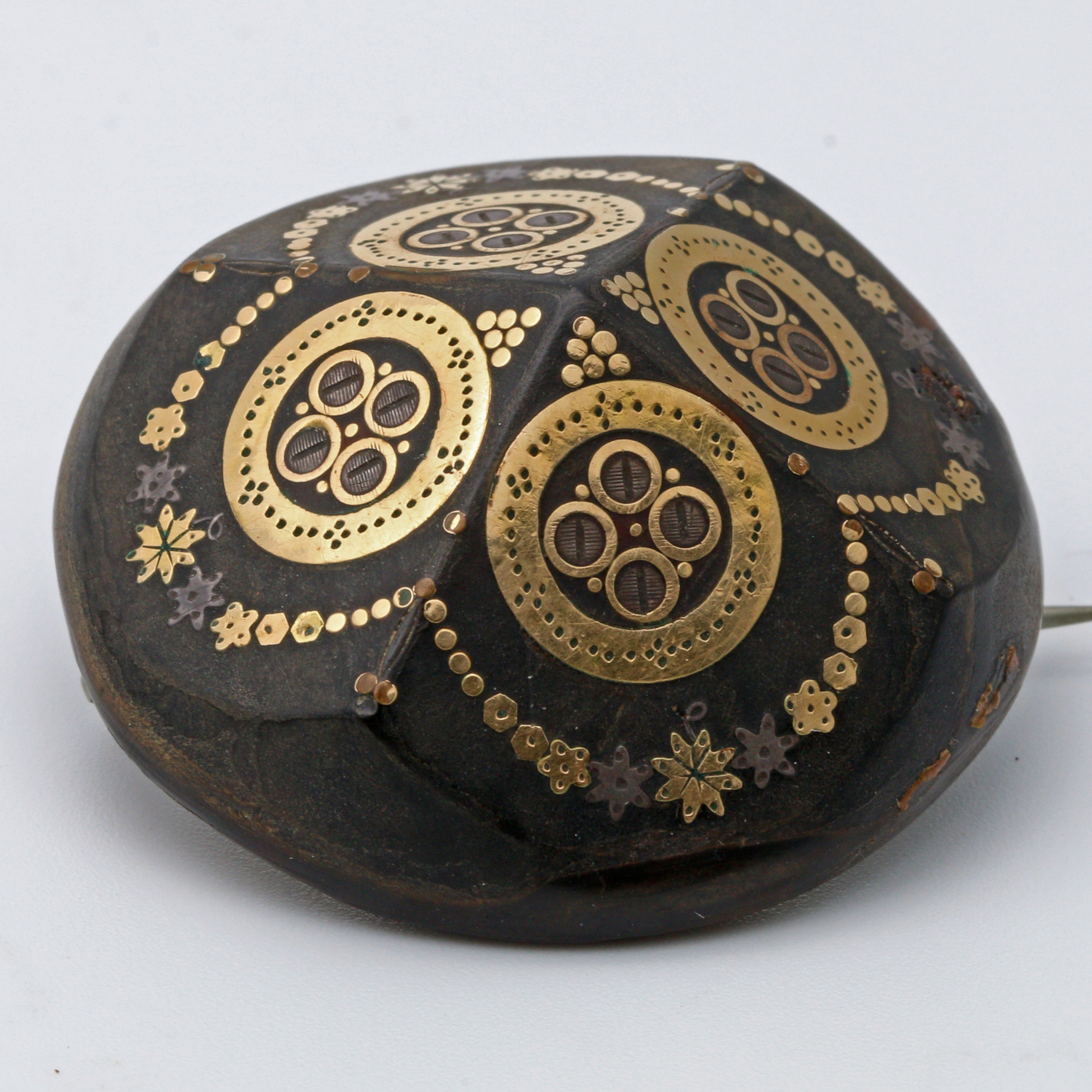
Broche victorienne en piqué doré et argenté.

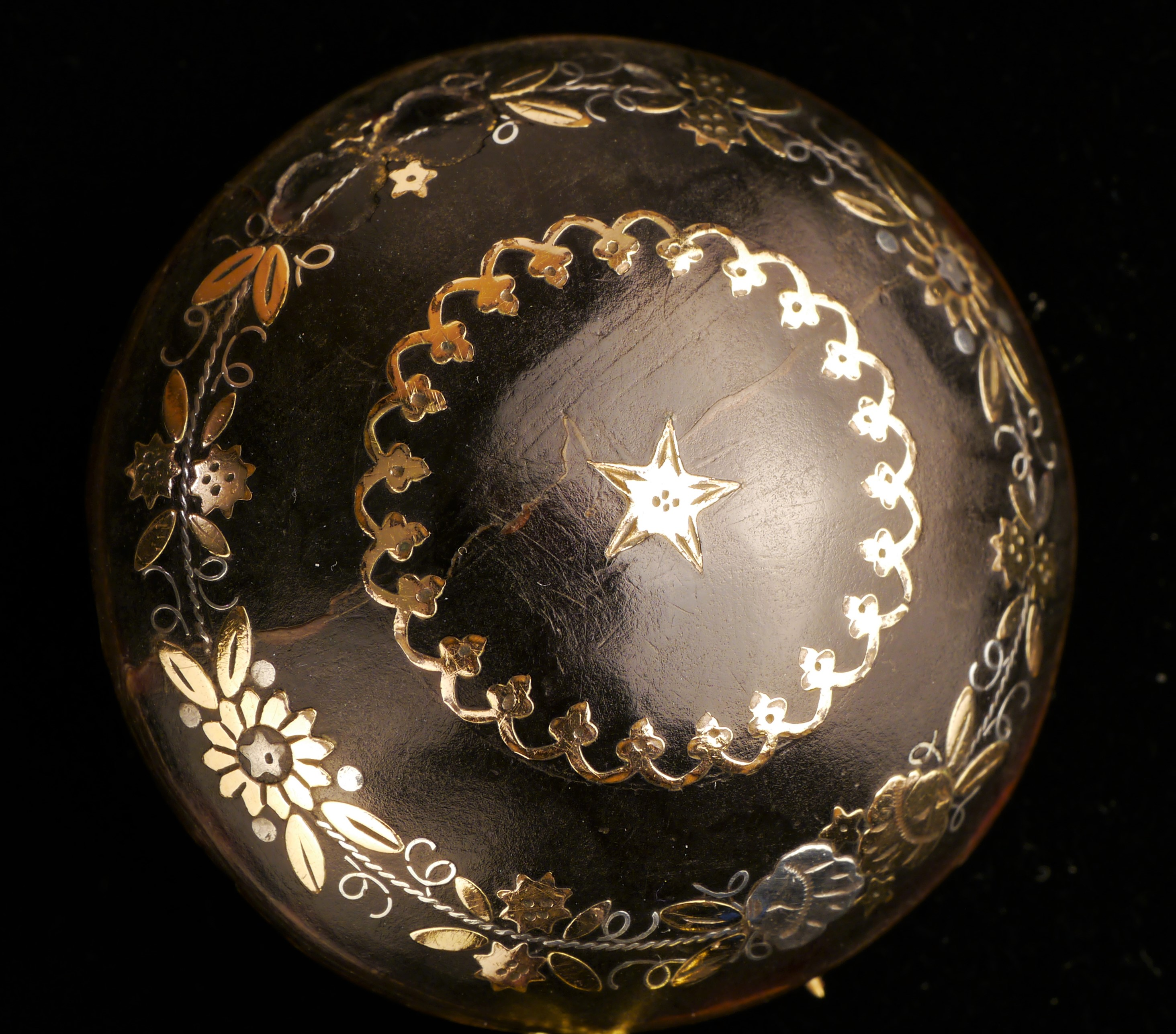
Broche victorienne en piqué sur écaille de tortue incrustée d'or et d'argent.

En orfèvrerie, le piqué est une technique d'incrustation d'or, généralement dans de l'écaille de tortue.
Ce travail décoratif consiste à incruster de minuscules pointes ou épingles d'or, de l'argent ou autres métaux précieux dans des motifs ou des images sur l'écaille de tortue de mer dite tortue imbriquée (Eretmochelys imbricata). Par un arrangement adroit des épingles en or et en argent, en les plaçant en petits ou grands groupes, des effets de lumière et d'ombre peuvent être créés.

## Technique
La matière doit d'abord être chauffée à l’aide d'eau bouillante et d’huile d'olive, avant d’être moulée et façonnée. L'or et la nacre sont ensuite appliqués sous forme de découpes, puis on procède au « piqué », c'est-à-dire l'incrustation d'un fil d'or dans l'écaille encore molle, puis on le coupe en l'allongeant puis en y enfonçant plusieurs fils d'or horizontalement.
Les objets qui utilisent le plus cette techniques sont les petites boîtes, tabatières, coffrets, aiguières et leurs bassins, caves à liqueurs, bougeoirs et écritoires, ou encore, plus rarement les petits cabinets et les armoires miniatures. Dans les plus belles œuvres, les broches sont placées si près les unes des autres et avec une telle précision qu'elles semblent former une ligne continue. Les motifs décoratifs sont le plus souvent des scènes de chinoiserie, des motifs géométriques et des arabesques.

## Historique
L'écaille de tortue est importée d'Asie et d'Afrique par les compagnies portugaises dès la Renaissance, pour être utilisée dans des accessoires de mode, des manches de cannes ou d'armes, puis dans le mobilier d'art, en particulier dans les marqueteries d'André-Charles Boulle.
Selon l'Encyclopædia Britannica, l'artisanat de l'écaille en piqué atteint son apogée dans la France des XVIIe et XVIIIe siècles, notamment pour la décoration de petits articles en écaille de tortue tels que des peignes, des boîtes à mouches et des tabatières. Alexis Kugel estime pour sa part que cette technique naît simultanément à Paris, aux Pays-Bas et en Allemagne au début du XVIIIe siècle.
Par la suite, les Napolitains, que l'on appelle les tartarugari (tartaruga signifiant tortue), s'en feront les spécialistes en combinant aplats, lignes et points pour faire scintiller l’écaille à la manière de brodeurs. Selon Alexis Kugel, Charles de Bourbon doit beaucoup aux ateliers de piqué napolitains son accession au trône de Naples en 1734. Les plus remarquables d'entre eux, tous installés sur la place du Palais royal, sont Giuseppe et Gennaro Sarao, Antonio de Laurentis, Julian Tagliaferro et Nicola de Turris. Ils s'inspirent pour leurs décors des recueils publiés à Paris et à Augsbourg, où l'on trouve de nombreuses gravures d'ornement. Certains motifs proviennent du grotesque de la Renaissance italienne ou de Jean Bérain (1640-1711), tandis que les Augsbourgeois tels que Paul Decker le Jeune ou Jean Christoph Weigel, du début du XVIIIe siècle, proposent un style ornemental plus baroque, qui est facile à utiliser par les graveurs sur verre, les orfèvres et les tartarugari. À partir des années 1740, les motifs ornementaux sont plus rococo, donnant davantage de légèreté aux broderies d'or.
Après que les Huguenots apportent cet artisanat en Angleterre, l'Anglais Matthew Boulton (1728-1809) développe en 1770 des méthodes de production de panneaux piqués dans les usines. On y voit l'influence du dessinateur néoclassique Robert Adam (1728-1792). Au cours du XIXe siècle, le piqué est largement utilisé pour les petits bijoux en écaille de tortue, une grande partie après 1872 étant fabriqué à la machine à Birmingham.
À la même époque, les grands collectionneurs tels que Richard Seymour-Conway et son fils Richard Wallace, les familles Goldsmid, Stern, Salomon et Rothschild succèdent aux « grands touristes » — des diplomates qui ramenaient des pièces d'orfèvrerie en souvenir — du XVIIIe siècle, en se fournissant en pièces originales artisanales chez de grands antiquaires comme les Löwenstein, installés à Francfort, Vienne et Londres, ou plus tard Frédéric Spitzer à Paris.
Adèle de Rothschild (1843-1922) léguera à sa mort au musée du Louvre une grande partie de la collection de son père, Mayer Carl von Rothschild, très friand de ces pièces,.